# Перу на Светском првенству у атлетици у дворани 2012.
Перу је учествовао на Светском првенству у атлетици у дворани 2012. одржаном у Истанбулу од 9. до 11. марта десети пут. Репрезентацију Перуа представљао је један учесник који се такмичио у трци на  60 м препоне.
На овом првенству Перу није освојио ниједну медаљу, постигнут је најбољи резултат сезоне.

## Учесници
Мушкарци:
- Хорхе Макфарлејн — 60 м препоне

## Резултати

### Мушкарци
| Атлетичар        | Дисциплина   | Лични рекорд | Квалификација | Квалификација | Финале               | Финале       | Детаљи |
| Атлетичар        | Дисциплина   | Лични рекорд | Резултат      | Место         | Резултат             | Место        | Детаљи |
| ---------------- | ------------ | ------------ | ------------- | ------------- | -------------------- | ------------ | ------ |
| Хорхе Макфарлејн | 60 м препоне | 7,98 НР      | 8,16 ЛРС      | 6 у гр. 2     | Није се квалификовао | 25 / 29 (32) |        |